# Tenuipalpus bagdadensis
Tenuipalpus bagdadensis är en spindeldjursart som beskrevs av Al-Gboory 1987. Tenuipalpus bagdadensis ingår i släktet Tenuipalpus och familjen Tenuipalpidae. Inga underarter finns listade i Catalogue of Life.